# Megacyphoderus silvestrii
Megacyphoderus silvestrii is een springstaartensoort uit de familie van de Cyphoderidae. De wetenschappelijke naam van de soort is voor het eerst geldig gepubliceerd in 1924 door Denis.